# Daniel Lainé
Pour les articles homonymes, voir Lainé.
Daniel Lainé, né le 29 avril 1949, est un photographe de presse et journaliste français.

## Biographie
Ancien photographe du mensuel Actuel et de l'agence Gamma, il est lauréat du prestigieux World Press Photo en 1991, catégorie People in the News. Il est aussi lauréat du Prix de la Villa Médicis hors les murs 1988. Aujourd'hui indépendant, ses reportages télévisés ont été diffusés sur de nombreuses chaînes françaises et étrangères.
Il a été retenu prisonnier au Cambodge du 22 août au 9 septembre 2006, date à laquelle il a quitté clandestinement le pays et s'est réfugié en Thaïlande. Il était menacé de prison à la suite d'un reportage sur le tourisme sexuel au Cambodge. Son passeport avait été confisqué par les autorités du Cambodge.
Daniel Lainé ne pouvait pas quitter ce pays. La police exigeait le versement de 125 000 dollars (environ 100 000 euros) pour « réparer le préjudice » qu'aurait causé un reportage du journaliste sur le tourisme sexuel diffusé sur TF1 en 2003.